# 向井昭吾
向井 昭吾（むかい しょうご、1961年10月2日 - ）は、日本のラグビー指導者。元日本代表監督。

## プロフィール
- 愛媛県伊予市出身。
- 現役時代ポジションはフルバック。
- 日本代表キャップは13。

## 来歴
新田高校、東海大学を経て、東芝に入社。日本代表のフルバックとして1987年の第1回W杯に出場。
現役引退後の1994年からは、東芝府中ラグビー部の監督を務め、1994年度全国社会人大会準優勝。
また、「PからGO」と呼ばれるペナルティを獲得してもペナルティーゴールを狙わずすぐにプレーを再開するという積極的なアタッキングラグビーを導入し、1996年度から日本選手権3連覇に導いた。
2000年12月、日本代表の監督に就任。2001年4月からは日本ラグビーフットボール協会に出向し、日本ラグビー界初の専任代表監督となった。同年にはアサヒスーパードライのCMにも出演した。
指揮を執った2003年のW杯では、スコットランドやフランスに善戦して一定の評価を得たが、結局予選プール全敗に終わった。
W杯終了後に日本代表監督を退任し、翌2004年、コカ・コーラウエストジャパンの監督に就任。2年目の2005-06シーズンにトップリーグ昇格に導いた。
2012年4月、コカ・コーラウエストレッドスパークスGM兼総監督に就任。
2015年4月、コカ・コーラレッドスパークスGMを退任
2019年4月、コカ・コーラレッドスパークス監督に復帰
2023年7月、花園近鉄ライナーズヘッドコーチに就任。
2025年6月、花園近鉄ライナーズヘッドコーチを退任した。